# The Dogs of War (píseň, Pink Floyd)
„The Dogs of War“ je třetí skladba z předposledního studiového alba anglické progresivně rockové skupiny Pink Floyd A Momentary Lapse of Reason z roku 1987. Skladbu napsali David Gilmour a Anthony Moore. Slovinská skupina Laibach předělala tuto sklabu na své albu NATO z roku 1994.

## Sestava
- David Gilmour – kytara, zpěv

&
- Tony Levin – baskytara
- Scott Page - saxofon
- Tom Scott – saxofon
- Carmine Appice – bicí, perkuse
- Jon Carin – klávesy, efekty
- Bill Payne – varhany
- Darlene Koldenhaven – doprovodný zpěv
- Carmen Twillie – doprovodný zpěv
- Phyllis St. James – doprovodný zpěv
- Donnie Gerrard – doprovodný zpěv